# Aéroport de Brindisi
Pour les articles homonymes, voir Brindisi (homonymie), Salento, Casale et BDS.
L'aéroport de Brindisi ou aéroport du Salento (code IATA : BDS • code OACI : LIBR) est un aéroport situé à 3 km au nord de Brindisi, en bordure de la mer Adriatique, dans la région des Pouilles en Italie.
L'aéroport civil a été baptisé Antonio Papola en mémoire d'un commandant de bord décédé lors d'un accident de vol en 1938 ; il dessert principalement le Salento.
L'aéroport militaire qui lui est contigu a été baptisé Orazio Pierozzi en mémoire d'un aviateur de la Première Guerre mondiale ; il sert de base logistique aux opérations humanitaires du HCR.
Le site aéroportuaire est également dénommé Brindisi-Casale car situé à proximité de l'église de Santa Maria del Casale.
L’aéroport civil a accueilli 2 095 319 passagers en 2012.

## Histoire
Brindisi fut d'abord une base pour hydravions créée en 1916 par la Regia Marina Militare et aménagée avec la construction en 1923-1925 d'une hydrobase gérée par la Regia Aeronautica Militare. Des liaisons régulières furent établies avec l'Italie (Trieste, Venise, Lorette, Bari), la Yougoslavie (Lagosta, Zadar, Lussino, Pula), l'Albanie (Tirana, Durrës, Valona), la Grèce (Athènes,  Rhodes, Salonique) et la Turquie (Istanboul).
Les travaux de constructions de l'aéroport terrestre se sont déroulés de 1931 à 1937 dans le prolongement de l'hydrobase, faisant ainsi de Brindisi une escale hydro-terrestre. La première piste fut utilisée à des fins civiles dès la fin des années 1930 par la l'ancienne compagnie nationale Ala Littoria pour assurer un vol régulier entre Rome et Brindisi. La compagnie britannique Imperial Airways a également utilisé Brindisi pour son service postal au départ de Croydon.
Le trafic civil a été interrompu en 1943 du fait de la seconde guerre mondiale, avant de reprendre en 1947 avec deux liaisons assurées par la nouvelle compagnie nationale Alitalia, avec Rome et Catane. Une seconde piste a été construite à la fin des années 1960. Les vols commerciaux ont commencé à se développer dans les années 1970 grâce à de nouvelles lignes ouvertes par Olympic Airlines (vol pour Corfou) puis par Aero Trasporti Italiani (liaison avec Gênes et Milan). Des travaux importants d'extension de l'aéroport sont entrepris en 2007. Le cap du million de passagers a été franchi en 2009 avec 1 082 423 passagers.
Le véritable essor de l'aéroport est dû à l'arrivée en 2010 de la compagnie low cost Ryanair qui a fait de Brindisi l'une de ses bases, avec des vols intérieurs à destination de sept villes italiennes et des vols internationaux à destination de six pays. D'autres compagnies se sont alors intéressées à cette escale, comme Air Berlin (disparue en 2017) et easyJet. Le trafic civil passe ainsi à 1 600 043 passagers en 2010, puis 2 051 865 passagers en 2011, pour se stabiliser à 2 095 319 passagers en 2012.

## Situation

### Situation locale
L'aéroport est situé au nord de la ville de Brindisi, la distance à parcourir de l'aérogare jusqu'au centre-ville étant de quatre kilomètres. Un accès à la route européenne 55 (E55) permet de rejoindre la vallée d'Itria au nord et Lecce au sud, tandis que la strada statale 7 (SS7) permet de relier Tarente à l'ouest.

### Carte des aéroports en Italie
| \| 100 km1:7 506 000 \| Abruzzes Alghero Ancône Bari Bergame Bologne Bolzano Brescia Brindisi Cagliari Catane Comiso Grosseto Coni Elbe Florence Foggia Gênes Lamezia Terme Lampedusa Milan L. Milan M. Naples Olbia Palerme Pantelleria Parme Pérouse Pise Reggio de Calabre Rimini Rome C. Rome F. Salerne Trapani Trévise Trieste Turin Venise Vérone |
| 100 km1:7 506 000 |

## L'aéroport civil

### Administration
L'aéroport de Brindisi est géré par la société Aeroporti di Puglia S.p.A. qui gère également les autres aéroports de la région des Pouilles, à savoir ceux de Bari, Foggia et Tarente-Grottaglie. La région des Pouilles détient la majorité des actions de cette société, qui a son siège à Bari.

### Compagnies aériennes et destinations
Liste des vols réguliers au départ de Brindisi :
| Compagnies           | Destinations |
| -------------------- | --- |
| Aer Lingus           | En saison : Dublin |
| AeroItalia           | Bergame-Orio al Serio En saison : Forlì |
| Air Dolomiti         | En saison : Munich-F. J. Strauß |
| AlbaStar             | Trapani-V. Florio (Birgi) En saison : Bergame-Orio al Serio |
| Austrian Airlines    | En saison : Vienne-Schwechat |
| British Airways      | En saison : Londres-Heathrow |
| Brussels Airlines    | En saison : Bruxelles-National |
| Danish Air Transport | En saison : Catane-Fontanarossa |
| easyJet              | Milan-Malpensa En saison : Londres-Gatwick, Paris-Orly |
| easyJet Switzerland  | Bâle/Mulhouse, Genève, Zurich |
| Eurowings            | Stuttgart En saison : Cologne/Bonn-K. Adenauer, Düsseldorf |
| ITA Airways          | Milan-Linate, Rome Léonard-de-Vinci/Fiumicino |
| Luxair               | En saison : Luxembourg-Findel |
| Neos                 | En saison : Milan-Malpensa, Vérone - Villafranca |
| Ryanair              | - Barcelone-El Prat, - Bergame-Orio al Serio, - Bologne-Borgo Panigale, - Charleroi, - Eindhoven, - Gênes-Christophe-Colomb, - Londres-Stansted, - Manchester , - Milan-Malpensa, - Paris-Beauvais, - Pise, - Rome Léonard-de-Vinci/Fiumicino, - Turin, - Vérone - Villafranca En saison : - Dublin, - Madrid-Barajas, - Memmingen, - Palerme Falcone-Borsellino, - Pérouse-Sant'Egidio, - Stockholm-Arlanda, - Trévise-Sant'Angelo, - Venise - Marco Polo, - Wrocław-N. Copernic, - Zagreb-Pleso |
| SkyAlps              | En saison : Bolzano |
| Swiss                | Genève, Zürich |
| Transavia            | En saison : Rotterdam-La Haye |
| Transavia France     | En saison : Paris-Orly |
| TUI fly Belgium      | En saison : Bruxelles-National |
| Volotea              | En saison : Nantes-Atlantique |
| Vueling              | En saison : Barcelone-El Prat |
| Wizz Air             | Tirana-Mère-Teresa |

### Galerie

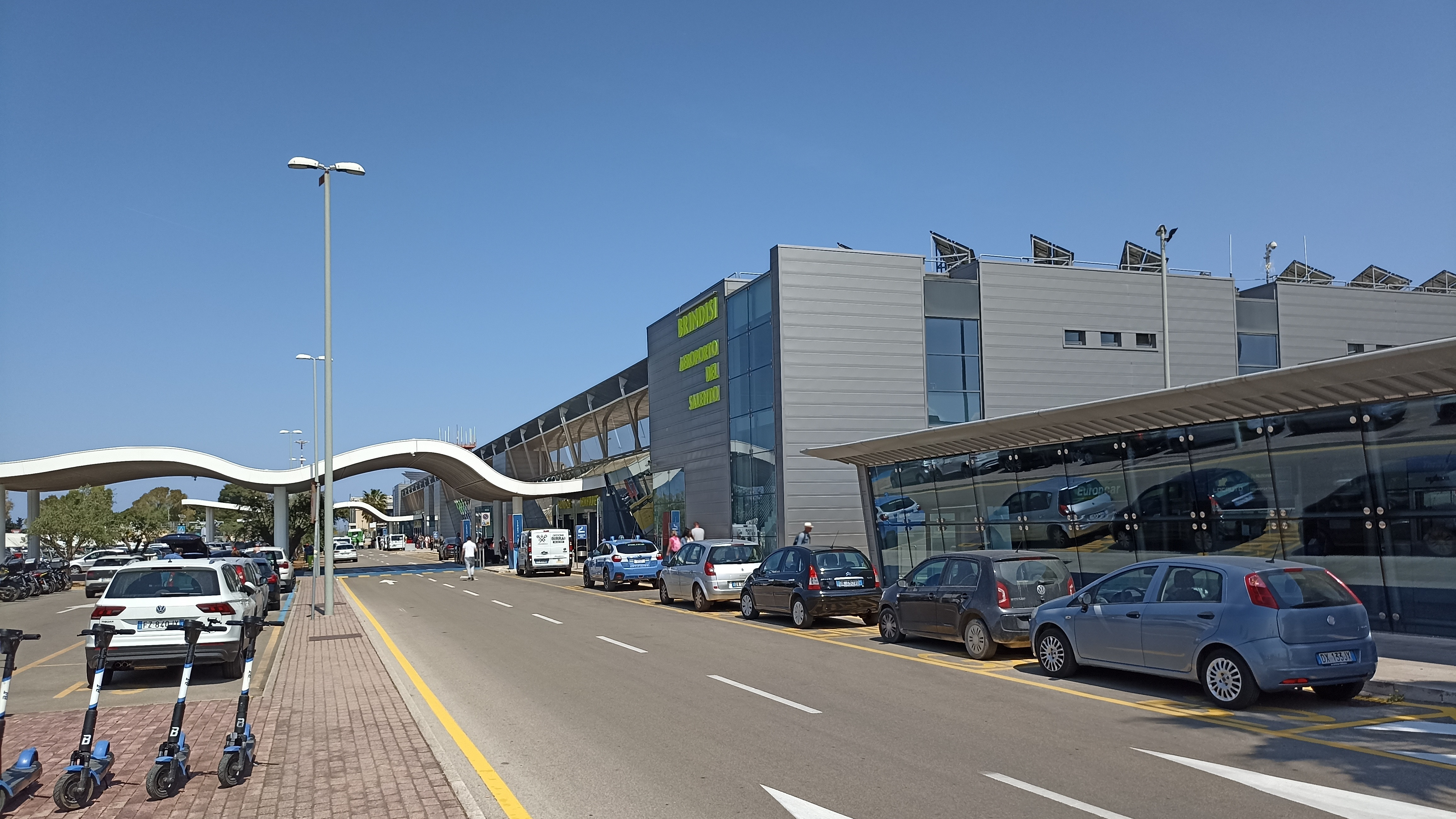
Terminal de l'aéroport.

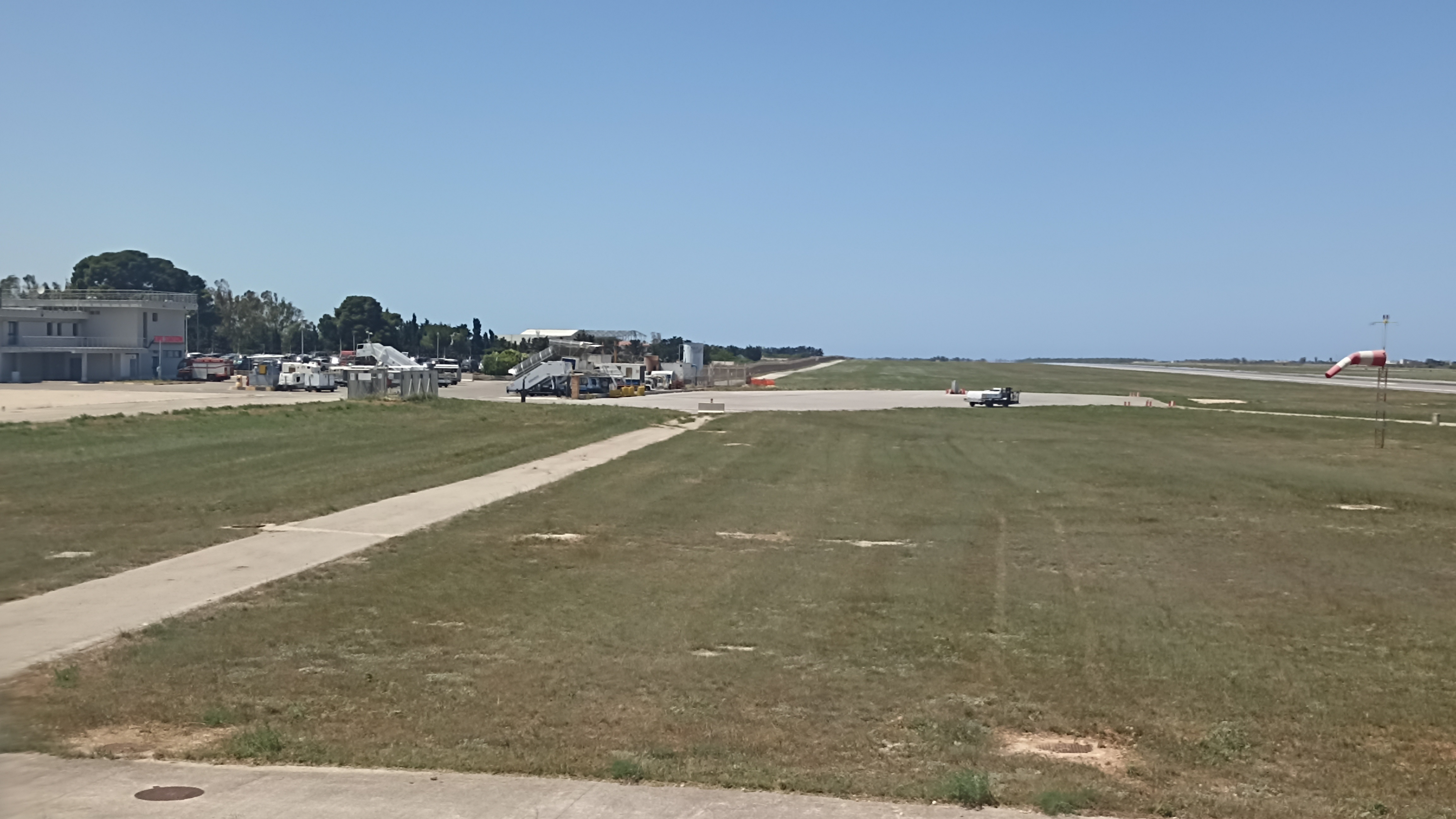
Vue d'ensemble de l'aéroport.

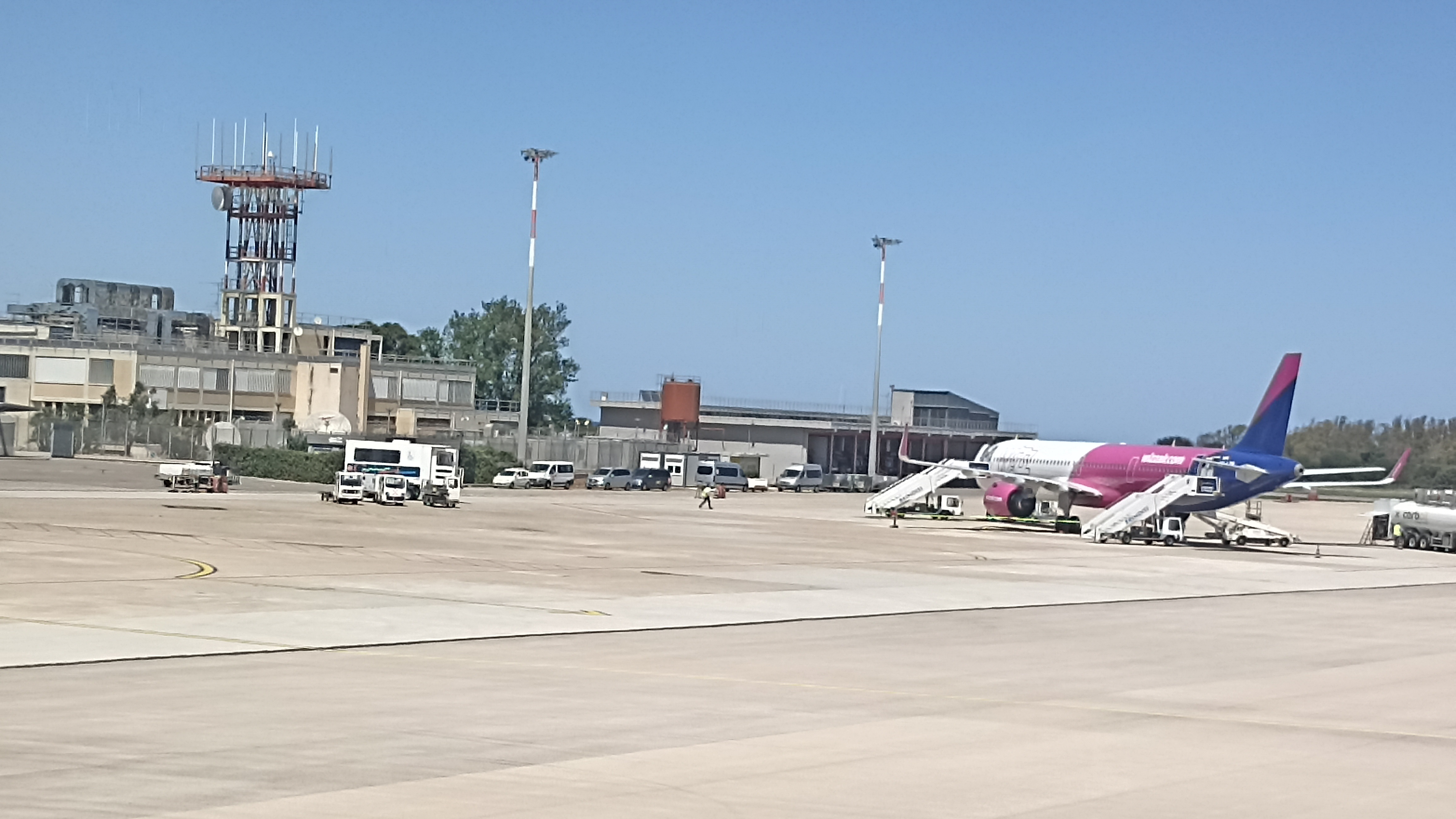
Tarmac de l'aéroport.

## Statistiques

### En graphique
Pour des raisons techniques, il est temporairement impossible d'afficher le graphique qui aurait dû être présenté ici.

Voir la requête brute et les sources sur Wikidata.

### Zoom sur l'impact du covid de 2019-2020
Pour des raisons techniques, il est temporairement impossible d'afficher le graphique qui aurait dû être présenté ici.

Voir la requête brute et les sources sur Wikidata.

## La base militaire

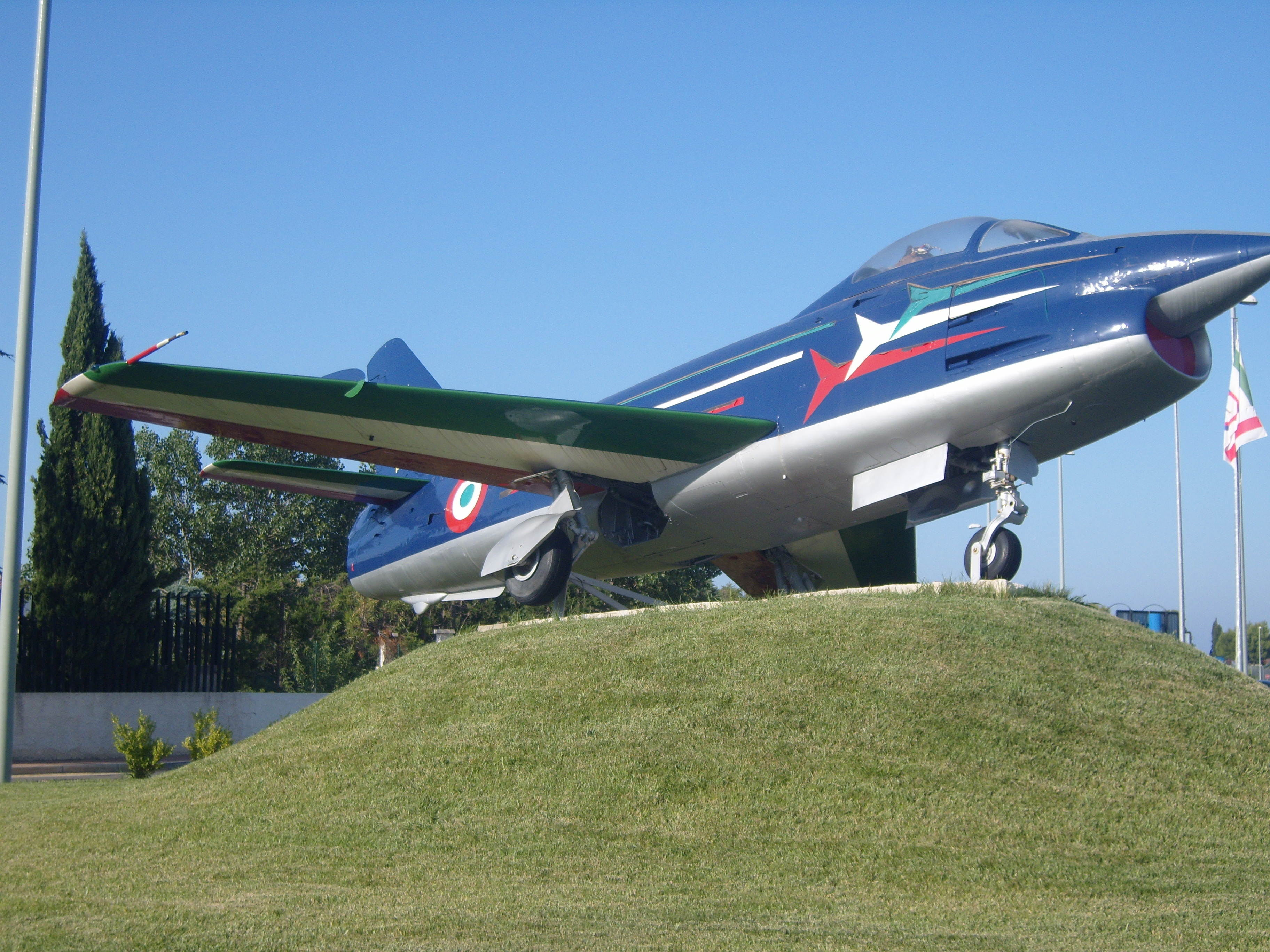
Chasseur Fiat G.91 exposé à l'entrée de l'aéroport.

En septembre 1967, le 32º Stormo CBR (32e escadre de chasseurs bombardiers) de l'Aeronautica Militare déploie sur l'aéroport de Brindisi-Casale le 13º Gruppo caccia (13e groupe de chasse) doté d'avions de chasse et de reconnaissance Fiat G.91R puis après 1974 de chasseurs-bombardiers Aeritalia G.91Y. Celui-ci est dissous en juillet 1993.
Par ailleurs, le 84º Centro C/SAR (groupe de l'Aeronautica Militare dévolu aux recherches et aux secours) s'installe à Brindisi en 1978 avant d'être transféré sur la base aérienne de Gioia del Colle en 2012 ; il était doté d'hélicoptères amphibies Sikorsky S-61.
D'autre part, du fait de sa situation géographique, l'aéroport est choisi en 1994 pour être la base logistique des opérations de paix des Nations unies, et en 2000 comme base des interventions humanitaires des Nations unies, et en particulier du Programme alimentaire mondial. Ces interventions se sont déroulées en Afghanistan et en Irak, dans l'Océan Indien (Tsunami de 2004), dans le Darfour (conflit de 2003), au Niger, au Pakistan et en Birmanie (Cyclone Nargis de 2008).